# Storrödtjärnen, Dalarna
Storrödtjärnen är en sjö i Älvdalens kommun i Dalarna och ingår i Dalälvens huvudavrinningsområde. Sjön har en area på 0,237 kvadratkilometer och ligger 872,2 meter över havet. Vid provfiske har röding fångats i sjön.

## Delavrinningsområde
Storrödtjärnen ingår i det delavrinningsområde (690159-132698) som SMHI kallar för Mynnar i Storån. Medelhöjden är 840 meter över havet och ytan är 28,75 kvadratkilometer. Det finns inga avrinningsområden uppströms utan avrinningsområdet är högsta punkten. Töfsingån som avvattnar avrinningsområdet har biflödesordning 3, vilket innebär att vattnet flödar genom totalt 3 vattendrag innan det når havet efter 512 kilometer. Avrinningsområdet består mestadels av skog (57 procent) och kalfjäll (41 procent). Avrinningsområdet har 0,42 kvadratkilometer vattenytor vilket ger det en sjöprocent på 1,5 procent.